# Rio Bărănelul
O Rio Bărănelul é um rio da Romênia afluente do Rio Rece, localizado no distrito de Caraş-Severin.